# 釧路市消防本部
釧路市消防本部（くしろししょうぼうほんぶ）は、北海道釧路市の消防部局（消防本部）。白糠郡白糠町が常備消防事務を委託している。

## 沿革
「沿革」参照
釧路消防は、1890年（明治23年）に宮本千万樹が有志を募って消防組を設立したことに始まる。1898年（明治31年）には公設消防組に改組し、1900年の釧路町制施行に伴って初めて消防費が計上された。1923年（大正12年）に鳥取消防組、1927年（昭和2年）に春採消防組が設立。1939年（昭和14年）警防団に改組した後、1947年（昭和22年）消防団に改組した。1949年（昭和24年）には釧路市が鳥取町を編入合併したことに伴い、鳥取消防団を併合した。
- 1950年（昭和25年）：釧路市消防本部・消防署発足。
- 1956年（昭和31年）：鳥取出張所開設。
- 1957年（昭和32年）：鳥取出張所移転。
- 1959年（昭和34年）：富士見出張所開設。
- 1961年（昭和36年）：釧路市消防署音楽隊（消防音楽隊）編成。
- 1962年（昭和37年）：釧路市火災予防条例全面改正。
- 1964年（昭和39年）：救急業務開始。
- 1965年（昭和40年）：消防本部・消防署新庁舎落成。
- 1968年（昭和43年）：桜ヶ岡出張所開設。
- 1971年（昭和46年）：釧路市消防職員研修所（旧新釧路駅）開所。新橋出張所開設。西消防署設置し、釧路市消防署を中央消防署に改称（1本部2署3出張所）。
- 1973年（昭和48年）：釧路市消防署音楽隊が釧路市消防音楽隊に改称。
- 1974年（昭和49年）：中央消防署武佐出張所開設。富士見出張所・新橋出張所を支署に昇格（1本部2署2支署2出張所）。
- 1975年（昭和50年）：西消防署大楽毛出張所開設（1本部2署2支署3出張所）。
- 1976年（昭和51年）：中央消防署鉄北支署開設（1本部2署3支署3出張所）。
- 1977年（昭和52年）：富士見支署が支署に昇格し、東消防署となる（1本部3署2支署3出張所）。
- 1978年（昭和53年）：西消防署西港派出所開設（1本部3署2支署3出張所1派出所）。
- 1980年（昭和55年）：中央消防署愛国支署開設（1本部3署3支署3出張所1派出所）。
- 1982年（昭和57年）：桜ヶ岡出張所改築。
- 1983年（昭和58年）：西港派出所廃止（1本部3署3支署3出張所）。
- 1986年（昭和61年）：北海道内初となる空中消火等補給基地完成。
- 1988年（昭和63年）：各出張所が支署に昇格（1本部3署6支署）。
- 1997年（平成09年）：新消防庁舎（消防本部・中央消防署・消防団本部）・市民防災センター竣工。消防緊急通信指令システム運用開始。
- 1998年（平成10年）：鉄北支署廃止（1本部3署5支署）。
- 2002年（平成14年）：釧路市消防署1署体制確立に伴い中央・西・東方面本部制へ移行、救急救命本部設立（1署3方面本部1救急救命本部）。
- 2005年（平成17年）：釧路市・阿寒郡阿寒町・白糠郡音別町の新設合併及び白糠郡白糠町の消防事務を受託。各町の消防署は西消防署の支署となる。救急救命本部を本部の救急課とし、各救急隊は各消防署（支署）に組み入れ（3消防署体制）。
- 2007年（平成19年）：消防緊急指令施設運用開始。西消防署音別支署新築。
- 2010年（平成22年）：中央消防署と東消防署が統合し、名称を中央消防署とする（2消防署体制）。なお、東消防署は中央消防署東分署となる。
- 2013年（平成25年）：東分署と武佐支署を統合し（名称は東分署）、移転新築。消防救急デジタル無線運用開始。
- 2014年（平成26年）：愛国支署と新橋支署を統合し（名称は愛国支署）、移転新築。

## 組織
- 消防本部
  - 総務課
  - 予防課
  - 警防課
  - 通信指令課
- 消防署
  - 中央消防署
    - 第1・第2・第3課

  - 西消防署
    - 第1・第2・第3課
    - 阿寒支署
    - 阿寒湖温泉支署
    - 音別支署
    - 白糠支署

## 消防車両
「警防編」参照
- 消防ポンプ自動車：2　予備車：2
- 水槽付消防ポンプ車：16　予備車：3
- はしご車：3
- 化学消防車：2
- 指揮隊車：1
- 機材運搬車：7
- 救助工作車：1
- 災害支援車：1
- 小型動力ポンプ付水槽車：4
- 救急車：12　予備車：4
- その他の車両：17

## 消防署
| 消防署     | 住所               | 分署                | 支署 |
| ---------- | ------------------ | ------------------- | --- |
| 中央消防署 | 釧路市南浜町4-8    | 東：釧路市春採7-3-9 | 愛国：釧路市文苑4-1-1 桜ヶ岡：釧路市桜ヶ岡4-3-30 |
| 西消防署   | 釧路市鳥取南4-4-22 |                     | 大楽毛：釧路市大楽毛2-4-16 阿寒：釧路市阿寒町北新町1-5-1 阿寒湖温泉：釧路市阿寒町阿寒湖温泉3-8-1 音別：釧路市音別町中園1-78 白糠：白糠郡白糠町東1条南3-2-20 |